# Von-Hessing-Straße 4 (Bad Kissingen)

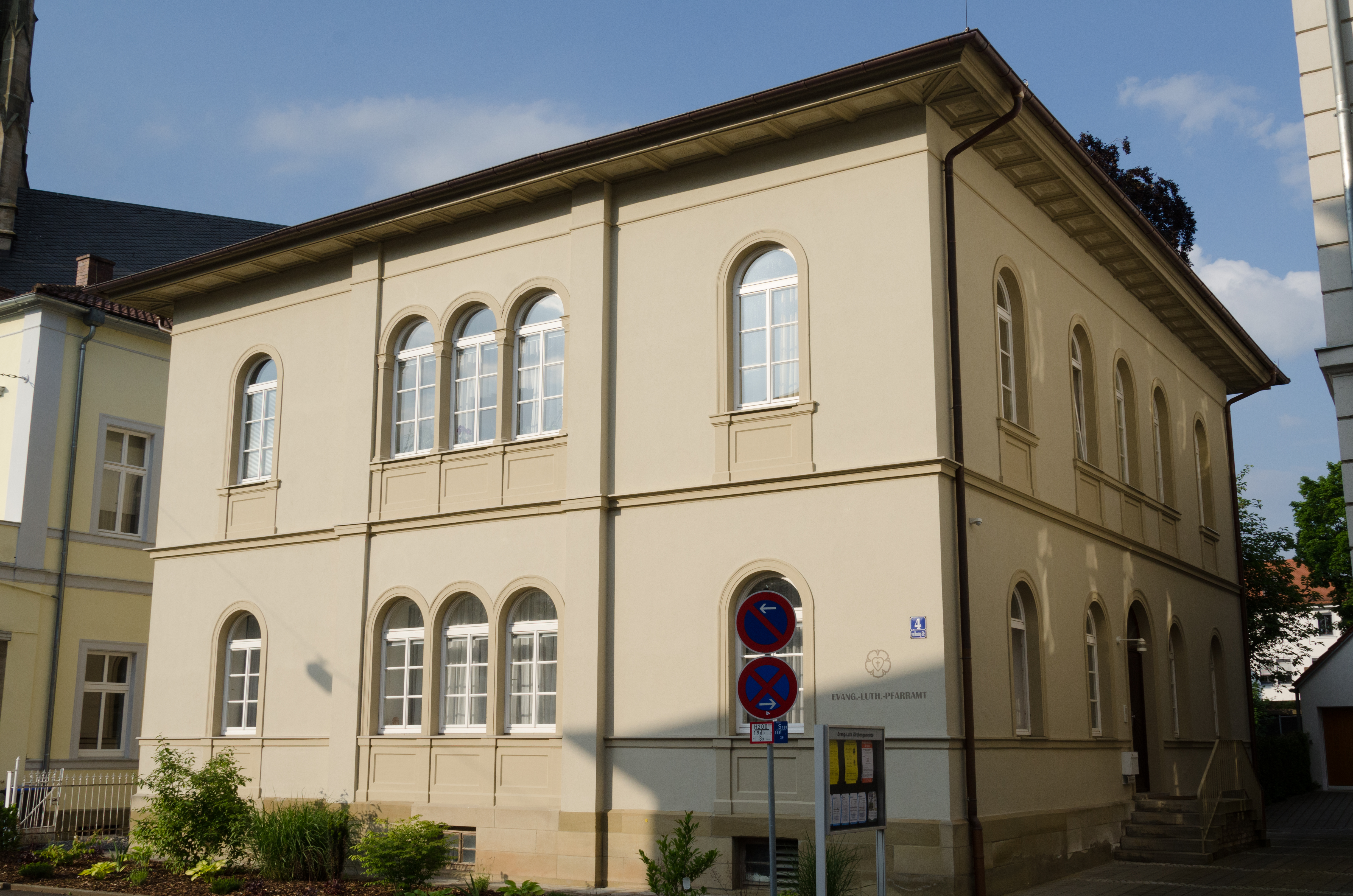
Von-Hessing-Straße 4 in Bad Kissingen

Das Evangelisch-Lutherische Pfarramt Von-Hessing-Straße 4 in der Von-Hessing-Straße (Bad Kissingen) in Bad Kissingen, der Großen Kreisstadt des unterfränkischen Landkreises Bad Kissingen, gehört zu den Bad Kissinger Baudenkmälern und ist unter der Nummer D-6-72-114-362 in der Bayerischen Denkmalliste registriert.

## Geschichte
Das Evangelisch-Lutherische Pfarramt wurde von 1850 bis 1859 im Rundbogenstil errichtet; der Bau wurde unter anderem durch Spenden von Kurgästen finanziert. Bei dem Anwesen handelt es sich um einen zweigeschossigen Massivbau mit flachem, weit vorspringenden Walmdach. An der Hauptfront befindet sich ein Mittelrisalit mit Triforien.